# Тома Ломбар
Тома́ Ломба́р (фр. Thomas Lombard; 5 липня 1975, Ле-Шене) — французький регбіст.

## Спортивна кар'єра
Тома почав свою кар'єру граючи в регбі-юніон разом з командою Рейсінг 92, проте перенісся до Стад Франсе, з якою і виграв в чотирьох Топ 14. Після отримання нового титулу в 2004, покинув Париж і приєднався до Воїнів Вустер. у 2007 році повернувся до Рейсінг 92. 14 листопада 1998, Тома Ломбар здобув свій перший гол граючи за національну збірну Франції (Франція проти Аргентини). У 2001 році, він зіграв свій останній матч за Францію під час Турніру шести націй, коли команда Франції зустрілась зі збірною Уельсу.

## Досягнення
Стад Франсе
- Чемпіонат Франції з регбі: 1998,2000, 2003, 2004
- Кубок Франції: 1999

Рейсінг 92
- Про Д2: 2009